# Luis Caminetti
Luis Centenario Caminetti Bustamante (Montevideo, 18 de julio de 1930 –ibidem, 3 de noviembre de 2018) fue un pintor uruguayo, autor de obras que se encuentran en museos, instituciones y colecciones privadas de arte en Uruguay y en el exterior.

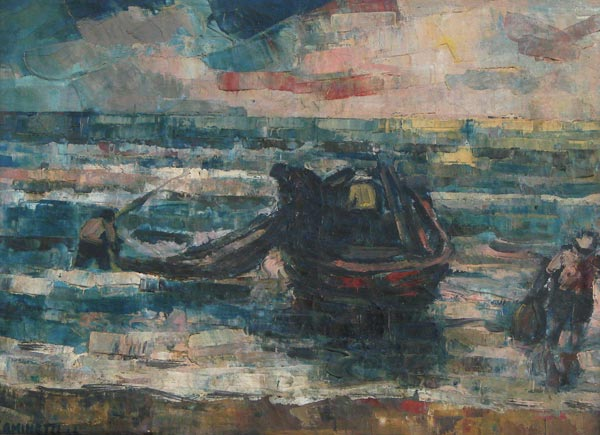
Obra "Reparando las redes". Técnica: Óleo, soporte en tela, 36 x 50 cm., 1961.

## Biografía
Luis Caminetti nació en Montevideo el 18 de julio de 1930, fecha conmemorativa del Centenario de la Jura de la primera Constitución uruguaya. Estudió dibujo y pintura bajo la dirección de su tío, Alfredo Esteban Bustamante Guerrero. Es precisamente en la pintura al óleo donde alcanzó su máxima expresión, a través de obras caracterizadas por la utilización del color, la luz, y empastes matéricos.
Desde muy joven realizó exposiciones individuales y colectivas. En 1961 se presentó al XXV Salón Nacional de Artes Plásticas (Uruguay) con la obra Reparando las redes  y al siguiente año, 1962, fue galardonado en la edición número XXVI con el Premio "Hermes Mugnoni Arias" (Medalla de bronce) por su obra "Riachuelo". En adelante, participó de eventos artísticos similares y recibió más reconocimientos. En 1977 obtuvo el Primer Premio en el Salón Municipal de Pintura y en el Concurso "Proceso histórico de Montevideo". En la actualidad se encuentran pinturas de Luis Caminetti en el Museo Nacional de Artes Visuales (Uruguay), el Museo de Bellas Artes "Juan Manuel Blanes" (Montevideo), y en colecciones particulares de Uruguay, Argentina, Brasil, Venezuela, Canadá, Finlandia, México, España, Italia y Estados Unidos.
Falleció en la ciudad de Montevideo el 3 de noviembre de 2018 a la edad de 88 años.

## Exposiciones destacadas

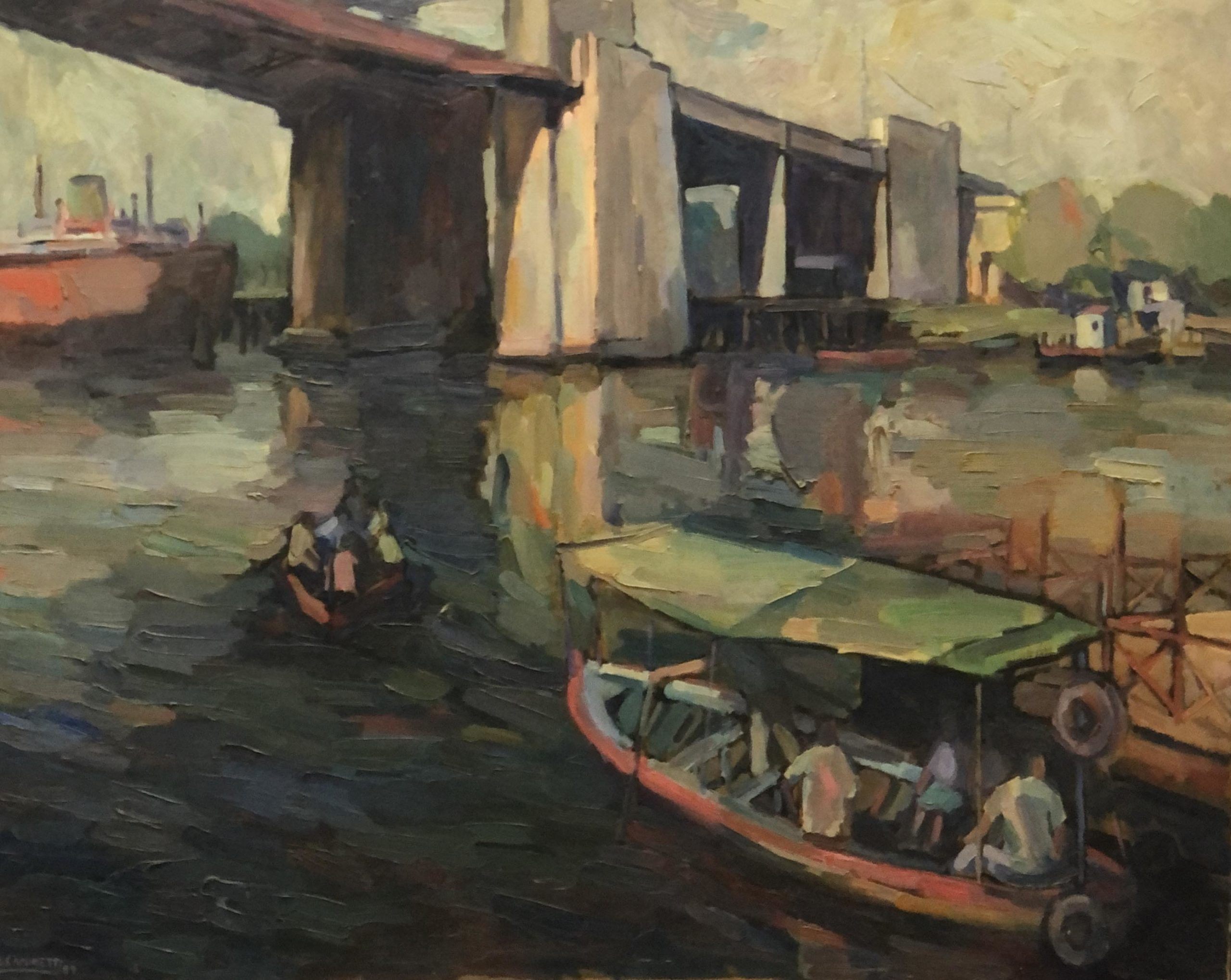
Obra "Puente sobre el Riachuelo" (La Boca, Buenos Aires). Técnica: Óleo, soporte en fibra, 90 X 111 cm., 1989.

- 1957- Exposición individual en el Ateneo de Montevideo (Uruguay).
- 1961- Salón Nacional de Pintura (Uruguay).
- 1962- Salón Nacional de Pintura (Uruguay).
- 1963- Salón Nacional de Pintura (Uruguay).
- 1963- Asociación Cristiana de Jóvenes (Uruguay).
- 1963- Comisión Nacional de Bellas Artes "Beca Anual de Jóvenes" (Uruguay).
- 1966- Exposición individual en el Jockey Club (Uruguay).
- 1966- Exposición individual en Galería Trianon (Uruguay).
- 1966- Exposición colectiva en la ciudad de Trinidad (Flores, Uruguay).
- 1966- Comisión Nacional de Bellas Artes (Uruguay).
- 1966- Concurso de Pintura Premio "INCA" (Uruguay).
- 1966- Salón Nacional de Pintura (Uruguay).
- 1966- Exposición colectiva en el Jockey Club (Uruguay).
- 1967- Exposición colectiva en el Salón de Primavera (Uruguay).
- 1967- Exposición individual en la Asociación Cristiana de Jóvenes (Uruguay).
- 1968- Exposición individual en la Asociación Cristiana de Jóvenes (Uruguay).
- 1969- Exposición individual en la Asociación Cristiana de Jóvenes (Uruguay).
- 1970- Salón "Primavera" de Salto (Uruguay).
- 1970- Exposición individual en la Asociación Cristiana de Jóvenes (Uruguay).
- 1971- Galería Witcomb (Buenos Aires, Argentina).
- 1971- 2° Salón "Primavera" de Salto (Uruguay).
- 1971- Exposición en el Museo Departamental de San José (Uruguay).
- 1972- Exposición "Homenaje a José Belloni" (Uruguay).
- 1972- 3er. Salón "Primavera" de Salto (Uruguay).
- 1973- Salón Nacional de Pintura (Uruguay).
- 1973- 4° Salón "Primavera" de Salto (Uruguay).
- 1973- Salón Municipal de Pintura (Montevideo, Uruguay).
- 1974- Salón Nacional de Pintura (Uruguay).
- 1974- Casa de la Cultura de Durazno (Uruguay).
- 1974- Salón Municipal de Pintura (Montevideo, Uruguay).
- 1975- Inmobiliaria Arazatí (Punta del Este, Uruguay).
- 1975- Salón Nacional de Pintura (Uruguay).
- 1975- Salón Municipal de Pintura (Montevideo, Uruguay).
- 1977- Instituto Anglo Uruguayo (Uruguay).
- 1978- Exposición individual en Galería La Candela (Uruguay).
- 1978- Salón Nacional de Pintura (Uruguay).
- 1979- Exposición individual en Galería Ceriani (Uruguay).
- 1979- Salón Nacional de Pintura (Uruguay).
- 1980- Instituto Poume (Uruguay).
- 1980- Salón Nacional de Pintura (Uruguay).
- 1980- Hotel Argentino de Piriápolis (Uruguay).
- 1982- Salón Nacional de Pintura (Uruguay).
- 1983- Bienal de Salto (Uruguay).
- 1985- 1.er. Salón Nacional de Pintura (Soriano, Uruguay).
- 1990- Exposición individual en la Sala "Vaz Ferreira", Biblioteca Nacional (Uruguay).
- 1993- Galería Ática (Punta del Este, Uruguay).
- 1996- Exposición individual en Galería de la Matriz (Uruguay).[19][20]

## Principales premios
- 1962- Premio Hermes Mugnoni Arias, Medalla de Bronce por su óleo "Riachuelo", en el XXVI Salón Nacional de Artes Plásticas y Visuales (Uruguay).[10]
- 1975- Salón Nacional de Artes Plásticas y Visuales, Premio Adquisición (Uruguay).[21][22]
- 1976- Concurso de Pintura "250 años de la ciudad de Montevideo", 3er. Premio (Montevideo, Uruguay).
- 1977- 1.er. Premio en el Concurso "Proceso histórico de Montevideo" (Montevideo, Uruguay).
- 1977- Salón Nacional de Artes Plásticas y Visuales, Premio Adquisición "Gomensoro y Castells" (Uruguay).[23][24]
- 1977- 1.er. Premio en el Salón Municipal de Pintura (Montevideo, Uruguay).[25][26]